# Пілава-Дольна
Пілава-Дольна (пол. Piława Dolna, нім. Peilau) — село в Польщі, у гміні Дзержонюв Дзержоньовського повіту Нижньосілезького воєводства.
Населення — 1577 осіб (2011).
У 1975-1998 роках село належало до Валбжиського воєводства.

## Демографія
Демографічна структура станом на 31 березня 2011 року:
|          | Загалом | Допрацездатний вік | Працездатний вік | Постпрацездатний вік |
| -------- | ------- | ------------------ | ---------------- | -------------------- |
| Чоловіки | 784     | 152                | 570              | 62                   |
| Жінки    | 793     | 131                | 507              | 155                  |
| Разом    | 1577    | 283                | 1077             | 217                  |